# Miroslav Stárek
Miroslav Stárek (* 10. listopadu 1948) je bývalý český fotbalista, brankář, reprezentant Československa.

## Fotbalová kariéra
V československé reprezentaci odehrál 6. 10. 1976 utkání s Rumunskem, které skončilo výhrou 3:2. V dorostu působil v Sokolu Stránčice. V lize nastoupil ve 242 utkáních, chytal za Slávii i Spartu, po skončení ligové kariéry působil v Mladé Boleslavi. V sezóně 1980-1981 ve Spartě Praha nedostal gól 622 minut. V sezóně 1996-1997 působil jako trenér u B-týmu Slávie.

### Ligová bilance
| Ročník                                   | Zápasy | Góly | Klub                         |
| ---------------------------------------- | ------ | ---- | ---------------------------- |
| 1. československá fotbalová liga 1968/69 | 10     | 0    | Slavia Praha                 |
| 1. československá fotbalová liga 1969/70 | 24     | 0    | Slavia Praha                 |
| 1. československá fotbalová liga 1970/71 | 10     | 0    | Slavia Praha                 |
| 1. československá fotbalová liga 1971/72 | 26     | 0    | Slavia Praha                 |
| 1. československá fotbalová liga 1972/73 | 13     | 0    | Slavia Praha                 |
| 1. československá fotbalová liga 1973/74 | 18     | 0    | Slavia Praha                 |
| 1. československá fotbalová liga 1974/75 | 27     | 0    | Slavia Praha                 |
| 1. československá fotbalová liga 1975/76 | 27     | 0    | Slavia Praha                 |
| 1. československá fotbalová liga 1976/77 | 8      | 0    | Slavia Praha                 |
| 1. československá fotbalová liga 1977/78 | 2      | 0    | Slavia Praha                 |
| 1. československá fotbalová liga 1978/79 | 9      | 0    | Sparta Praha                 |
| 1. československá fotbalová liga 1979/80 | 23     | 0    | Sparta Praha                 |
| 1. československá fotbalová liga 1980/81 | 27     | 0    | Sparta Praha                 |
| 1. československá fotbalová liga 1981/82 | 18     | 0    | Sparta Praha                 |
| Česká národní fotbalová liga 1982/83     | 23     | 0    | TJ Auto Škoda Mladá Boleslav |
| Česká národní fotbalová liga 1983/84     | 13     | 0    | TJ Auto Škoda Mladá Boleslav |
| Česká národní fotbalová liga 1984/85     | 7      | 0    | TJ Auto Škoda Mladá Boleslav |
| Česká národní fotbalová liga 1985/86     | 25     | 0    | TJ Auto Škoda Mladá Boleslav |
| Česká národní fotbalová liga 1985/86     | 5      | 0    | TJ Auto Škoda Mladá Boleslav |
| CELKEM 1. liga                           | 242    | 0    |                              |